# La tabla de Flandes
La tabla de Flandes es una novela del escritor y periodista español Arturo Pérez-Reverte, cuya primera edición fue publicada en 1990. El libro se fundamenta en una trama que mezcla novela histórica y policíaca, con el arte y el ajedrez como grandes temas. Es el libro que convirtió a Pérez-Reverte en un autor superventas.
En 1994, se estrenó una película basada en el libro, de producción inglesa. Titulada La tabla de Flandes dirigida por Jim McBride.

## Contexto e historia editorial

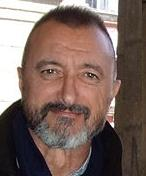
Una fotografía del novelista cartagenero Arturo Pérez-Reverte

Reportero de guerra durante veintiún años, Pérez-Reverte cubrió para Televisión Española y el diario Pueblo, entre otros medios, diferentes conflictos a lo largo de todo el mundo. Comenzó a escribir novelas a finales de la década de los ochenta, aunque no se profesionalizó hasta mediados de los noventa. La redacción de La tabla de Flandes la concluyó en La Navata en abril de 1990, por lo que su redacción se sitúa en ese ínterin en el que compartía periodismo con literatura.
En un artículo publicado por el diario El Sol a comienzos de 1990, Pérez-Reverte narra el nacimiento de la idea de la que eclosionó la novela:

Es frecuente que un libro nazca de una imagen. La tabla de Flandes nació en un coche-cama, a la luz de una pequeña lámpara de cabecera, entre las páginas de un libro de problemas de ajedrez. De pronto, lo vi. Una partida que se juega hacia atrás, una joven bella y silenciosa. Y un misterio. Un cuadro. Un cuadro flamenco, del siglo XV, en el que dos personajes juegan una partida. La partida de ajedrez. Un enigma desvelado quinientos años más tarde. Quis necavit equitem. Quién mató al caballero. El mundo de la pintura, el arte como enigma, la vida como juego. Una mujer atrapada por un cuadro. Y un jugador oculto, misterioso, omnipotente. Había música allí, además de pintura. Notas que se repetían, empezando de nuevo una y otra vez. Como un dibujo de Escher. Y un tablero con las casillas cambiadas, llenas de trampas que desorientan al jugador. El foso en lugar del puente, la cárcel en vez de la posada, la muerte escondida en el jardín...
Arturo Pérez-Reverte, en un artículo titulado «Las reglas del juego»

La novela salió al mercado en 1990. Ese año, la editorial Círculo de Lectores la puso en venta. Alfaguara publicó sendas ediciones a la rústica en 1998 y 2005 y otras en septiembre de 2007, marzo de 2010 y abril de 2014. La última de estas va dedicada a Julio, Rosa, Cristiane Sánchez Azevedo y Raymond Smullyan. Debolsillo también lanzó al mercado varias ediciones en ese formato.
El éxito de la novela, que en apenas dos años había vendido ya más de treinta mil ejemplares, propició su traducción a otros idiomas. Además de al catalán, se tradujo a idiomas extranjeros, como el inglés, alemán, ruso, italiano, chino mandarín, polaco o islandés, entre otros.

## Estructura
La novela se divide en los siguientes capítulos, encabezado cada uno de ellos por un epígrafe relacionado con el ajedrez y que da pistas acerca del desarrollo de la trama:
| I. Los secretos del maestro Van Huys II. Lucinda, Octavio, Scaramouche III. Un problema de ajedrez IV. El tercer jugador V. El misterio de la dama negra | VI. De los tableros y los espejos VII. Quién mató al caballero VIII. El cuarto jugador IX. El foso de la Puerta Este X. El coche azul | XI. Aproximaciones analíticas XII. Reina, caballo, alfil XIII. El séptimo sello XIV. Diálogos de salón XV. Final de dama |

## Argumento
Julia es una restauradora de arte a la que se le encarga trabajar La partida de ajedrez —también conocida como La tabla de Flandes o La tabla Farnesio—, una pintura flamenca del siglo XV, obra de Pieter Van Huys. El cuadro refleja a dos hombres sentados a una mesa, jugando al ajedrez, con una mujer que los observa con atención, apoyada sobre una ventana. En la primera página de la novela, la joven Julia descubre una inscripción oculta en el cuadro, que lee QUIS NECAVIT EQUITEM, «¿Quién mató al caballero?». Se reúne con Menchu Roch, amiga suya y también la galerista que le ha hecho el encargo, para discutir los pasos a seguir en la restauración y deciden que Julia consulte a Álvaro, con quien ha mantenido previamente una relación sentimental, acerca del cuadro.
| «Dios mueve al jugador, y éste la pieza. ¿Qué Dios detrás de Dios la trama empieza?» —J. L. Borges, citado en el epígrafe al primer capítulo |

Con su ayuda, descubren que el cuadro representa a Fernando Altenhofen, duque de Ostenburgo, que juega con las piezas negras, mientras que Roger de Arras, fiel amigo, es el que empuña las blancas. Mientras tanto, la que observa la partida es Beatriz, esposa de Fernando y por tanto duquesa de Ostenburgo. Era sabido que Beatriz y Roger habían mantenido una relación extramarital y se presuponía que el asesinato de Roger —que Julia y Álvaro descubren que había acaecido dos años antes de que Van Huys pintase el cuadro— había corrido a cargo de Fernando.
Julia acude después a César, un anticuario que la ha acompañado desde que ella era joven y perdiese a sus padres. Concuerdan en que han de desvelar el misterio, averiguar quién mata al caballero, ya que esto producirá un considerable incremento en el precio con el que el cuadro salga a subasta. Tras conversar con Manuel Belmonte, propietario del cuadro, y sus familiares, Lola y Alfonso, deciden ponerse a trabajar.
|       |       |       |       |       |       |    |    |    |  |
|       | a8    | b8 nd | c8 bd | d8    | e8    | f8 | g8 | h8 |  |
| a7 pd | b7 pd | c7    | d7 pd | e7    | f7    | g7 | h7 |    |  |
| a6 pl | b6 rl | c6 pl | d6    | e6    | f6    | g6 | h6 |    |  |
| a5 pd | b5 rl | c5    | d5    | e5    | f5    | g5 | h5 |    |  |
| a4 kd | b4    | c4 kl | d4    | e4 pl | f4    | g4 | h4 |    |  |
| a3    | b3    | c3 pl | d3    | e3    | f3    | g3 | h3 |    |  |
| a2    | b2    | c2 qd | d2 pl | e2    | f2 pl | g2 | h2 |    |  |
| a1    | b1 nl | c1 rd | d1 nd | e1 ql | f1 bl | g1 | h1 |    |  |
|       |       |       |       |       |       |    |    |    |  |

César sugiere que se trata de un problema de ajedrez y que el misterio reside en averiguar cuál de las piezas se ha comido al caballo blanco que falta, por los lazos existentes entre caballero y caballo, siendo la primera palabra la que se emplea en algunos idiomas para referirse a la pieza. Entonces, acuden ambos a un club de ajedrez en busca de un jugador que pueda ayudarles a desvelar el misterio y encuentran a Muñoz, un ajedrecista que, aunque siempre tiene el mapa para llegar al jaque mate, nunca remata sus partidas. Le muestran el cuadro y el jugador de ajedrez opina que se ha de emplear el ajedrez retrospectivo para, volviendo sobre los pasos de la partida, dilucidar cuál ha sido la pieza que se ha comido el caballo blanco y, consecuentemente, matado al caballero.
Álvaro aparece muerto, en apariencia por un accidente en la ducha, aunque los ahora tres jugadores sospechan que puede haberse tratado de un asesinato. El incidente, además, coincide con un movimiento de las negras a partir del que la dama ha tomado al caballo blanco. Mientras continúan las pesquisas, tanto policiales como de los protagonistas, Julia es víctima de un incidente: al parecer, una mujer rubia con gafas de sol le ha saboteado las ruedas y, de haber puesto en marcha en coche, habría muerto. Descubren, asimismo, que una mujer que responde a esa misma descripción, es la que le había enviado a Julia documentos relativos al cuadro en nombre de Álvaro cuando este ya estaba muerto.
En el plano ajedrecístico, Muñoz, que no había cejado en su empeño, descubre que la dama negra es la que, en esa partida, se ha comido al caballo blanco, de lo que Julia deduce, por tanto, que fue Beatriz la que asesinó a Roger y que Fernando, fiel amigo de este, había encargado a Van Huys la elaboración del cuadro, de tal modo que, aunque oculta, la resolución del asesinato quedase grabada para la posteridad.
En el intercambio de jugadas, que no cesa, el desconocido jugador que empuña las piezas negras en la partida rehúye un hipotético cambio de damas y, en cambio, toma, con su propia dama, la torre blanca. Mientras, Julia ha de acudir a un establecimiento para recoger a Menchu, que se ha emborrachado y drogado, y llevarla a su propia casa. A la mañana siguiente, aparece asesinada, con una botella incrustada en el sexo. El cuadro, por su parte, ha desaparecido.

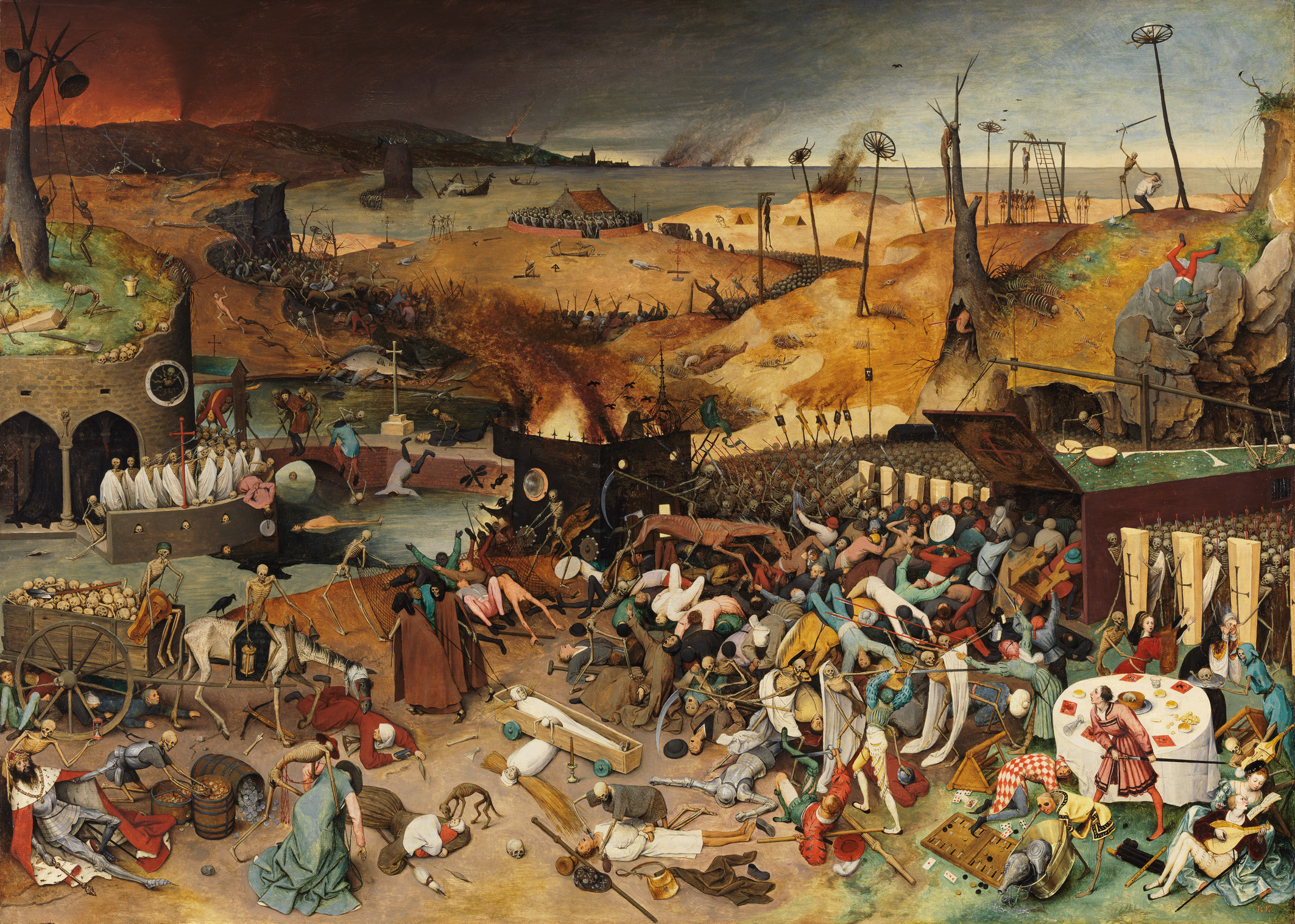
Cuadro del Museo del Prado junto al que el asesino le deja la última indicación ajedrecística a Julia

Max, el novio de Menchu, se erige como principal sospechoso, pero ni Muñoz ni Julia lo ven capaz. Confiesa este que había planeado fugarse con Menchu y el cuadro, pero que, cuando llegó a la casa para ejecutar el plan, se encontró con su cadáver, aunque sin la botella aún. Asimismo, el portero testifica haber visto a una mujer con impermeable y gafas de sol rondar el edificio la misma noche. Julia recibe una llamada misteriosa que la conmina a acudir a una sala del Museo del Prado, donde, junto a El triunfo de la Muerte, un cuadro de Pieter Brueghel el Viejo, encuentra otra indicación para proseguir con el juego.
Tras este nuevo incidente, se reúne con Muñoz, que la lleva al club de ajedrez. Allí le enseña un álbum de fotos, con los finalistas de una edición del trofeo nacional. Pese a su juventud, Julia reconoce en el subcampeón a un joven César —que en ningún momento había declarado tener relación alguna con el juego—, lo que resuelve el misterio.
El anticuario los recibe, amigablemente, en su casa y, además de resolver la partida, les cuenta la historia. De joven, era un buen jugador de ajedrez, pero la apabullante derrota que sufrió en la final hizo que se apartase del juego por completo, tratando de borrar cualquier huella que lo relacionase con él. El cuadro que Julia le mostró, sin embargo, renovó su interés por el juego de los escaques y sintió el impulso, la necesidad de jugar la partida que en él se retrataba. Así, para tener un rival a la altura, acudió al club con Julia, donde encontraron a Muñoz.
A Álvaro, confiesa, lo mató por puro odio, por lo que le había hecho sufrir a Julia, mientras que Menchu falleció para su propio beneficio: había acordado con Paco Montegrifo, el representante de la casa de subastas, el robo del cuadro, de tal manera que los beneficios se repartiesen y Julia se llevase la mayor parte. Además, la mujer rubia de gafas de sol no era más que él disfrazado, lo que le había permitido, entre otras cosas, enviarle a Julia los documentos haciéndole creer que procedían de Álvaro y acceder a su casa cuando Menchu estaba sola y asesinarla. Asimismo, le revela a Muñoz que, para poder seguir la partida, se ha valido de un módulo de ordenador.
Al fin, impelido por Julia a explicar sus verdaderos motivos, César confiesa que le han diagnosticado síndrome de inmunodeficiencia adquirida y que le quedan apenas seis meses de vida. Se despide de ella y de Muñoz y les pide que se retiren, de modo que pueda suicidarse de manera digna.

## Otros personajes
- Casimiro Feijoo, inspector jefe de la policía.
- Max, novio de Menchu Roch.
- Paco Montegrifo, representante de la casa de subastas Claymore.
- Lola Belmonte, sobrina de Manuel Belmonte.
- Alfonso Lapena, marido de Lola Belmonte.

## Análisis de la obra
Metaficción
De Tejerina, de la Universidad de Varsovia, pone a La tabla de Flandes como ejemplo que contradice el tópico de que el superventas ha de ser «una novela fácil de leer y banal». Combina los elementos tradicionales del relato con la corriente experimentalista y el boom latinoamericano. Por el juego metaficcional —esto es, por las autorreferencias— que la novela propone a través de la partida de ajedrez, de Tejerina la equipara con Continuidad de los parques y Magias parciales del Quijote, relatos de Julio Cortázar y Jorge Luis Borges, respectivamente. En palabras de la autora:

Los elementos metaficcionales en la novela de Pérez-Reverte pueden resumirse de la siguiente manera:
- Relaciones especulares entre diferentes niveles de ficción.
- Transgresión de las fronteras entre los niveles de ficción.
- Comentario y análisis dentro de la obra de las cuestiones indicadas en los dos primeros puntos.

de Tejerina, en «Vértigo metaficcional en La tabla de Flandes de Arturo Pérez-Reverte»

De hecho, la propia Julia, protagonista de la novela, esboza un esquema en el que se perciben algunos de estos niveles:
| Nivel 1. Julia. |

| Nivel 2. Escenario que se muestra en el cuadro y el suelo con los escaques. |

| Nivel 3. Fernando, Beatriz y Roger, que son los personajes que aparecen en el cuadro. |

| Nivel 4. Tablero sobre el que Fernando y Roger juegan la partida. |

| Nivel 5. Piezas, que simbolizan tanto a los personajes del cuadro como a los de la trama presente. |

| Nivel 6. Espejo del cuadro sobre el que se reflejan tanto la partida como los personajes, todos invertidos. |

Incluido el nivel del lector —no citado por Julia—, según de Tejerina, resultaría un esquema en el que la partida de ajedrez que se disputa ocupa el centro, englobada por el cuadro, a su vez englobado por la novela, que es la que aprehende el lector desde su realidad. Así, en palabras de Tejerina, hay un «nivel intradiegético», las pesquisas de los protagonistas, y dos «niveles metadiegéticos», el correspondiente a la historia descrita en el cuadro y al relato que se corresponde con la partida de ajedrez.
Asimismo, el lector de la novela se identifica con los investigadores, con los que comparte características, y se adentra de este modo en ella. Según de Tejerina, «el juego metaficcional contribuye al efecto fantástico». Identifica también numerosas referencias metaliterarias, tales como «chistes» con los que los personajes se refieren al embrollo o alusiones a la maestría que atesora el creador del problema ajedrecístico, que no es otro, señala, que Pérez-Reverte.
Ajedrez
El ajedrez desempeña, en La tabla de Flandes, un importante papel. Como en una larga tradición de novelas que la preceden, refleja, de manera alegórica, la condición humana y sirve de puerta a cuestiones metafísicas. Los paralelismos con la guerra, el uso de colores antagónicos y las propias piezas invitan, según Kunz, al uso de símiles bélicos, que presentan una batalla encarnizada entre partes irreconciliables. Asimismo, en esta novela, el ajedrez, la partida que se representa en el cuadro y ha de jugarse tanto hacia adelante como hacia atrás, es el hilo conductor que guía la trama.
| «Se diría que está trazado como un enorme tablero del ajedrez —dijo Alicia al fin». —L. Carroll, citado en el epígrafe al segundo capítulo |

Si bien el ajedrez se había utilizado como pretexto en muchos otros escritos, hasta la irrupción de Lewis Carroll con su A través del espejo y lo que Alicia encontró allí  no se había empleado el juego como elemento estructurante de la trama. En el canon español, cabe destacar también el caso de La torre herida por el rayo, novela escrita por Fernando Arrabal. En La tabla de Flandes, Pérez-Reverte le otorga al juego de los escaques el papel de protagonista; de hecho, está presente desde en los diversos diagramas blancos y negros hasta en las citas de figuras como Borges, Kaspárov o Lasker.
La historia contada en la novela comienza con el descubrimiento, por parte de la protagonista, Julia, de una inscripción, que adquiere un triple sentido, a tres niveles diferentes:
1. ¿Qué pieza negra ha tomado el caballo blanco que falta sobre el tablero?
2. La pieza negra que haya tomado ese caballo blanco se identificará con el asesino de Roger de Arras en la vida real.
3. La resolución del problema ajedrecístico llevará a la resolución del misterio en torno al crimen de Álvaro.

Asimismo, el juego se juega en dos direcciones: en retrospectiva, para resolver los crímenes del pasado, y hacia adelante, para dilucidar los autores de los del presente y los que aparentemente van a suceder. Como señala Kunz, la disposición de las piezas al comienzo del juego es impropia de una partida real y apunta a un problema de ajedrez. De hecho, se trata de un puzle compuesto por Raymond Smullyan, a quien Pérez-Reverte dedica una línea en la página de agradecimientos de la novela.
Los diferentes personajes de la novela, tanto los del pasado —los duques de Ostenburgo y Roger de Arras— como los del presente —Julia, César, Muñoz, Álvaro y Menchu— se identifican con las piezas que hay sobre el tablero. Según Kunz, aunque algunas de las identificaciones son creíbles y procedentes —en especial, las de Menchu y Álvaro—, «la analogía entre cuadro, tablero y vida es […] parcial, incompleta e inconsecuente».
La figura de Muñoz, el ajedrecista, la explota el autor para —aparte de conducir la narración referente a la resolución del problema y con el pretexto de tener que mostrar a Julia cómo se mueven las piezas— explicar a los lectores legos en la materia cómo funciona el juego, de modo que puedan proseguir con la lectura. Asimismo, señala Kunz, el jugador de ajedrez comparte con el clásico detective literario varios rasgos estereotipados, como lo son el uso del raciocinio, el cálculo matemático de probabilidades y el pensamiento lógico. Al hilo de esto, son varias las ocasiones en la novela en las que César se refiere a Muñoz como «querido Watson» o «Holmes» o equipara a Julia con Arthur Conan Doyle; en cierto punto, incluso, la protagonista piensa en ellos como «Sherlock Muñoz y Julia Watson».
Son también varios los puntos en la novela en los que el juego invita al análisis psicológico, y Muñoz esboza un perfil del rival a partir de lo que va percibiendo a partir de sus movimientos. Además, Pérez-Reverte da pie a teorías psicoanalíticas en relación con el parricidio y la homosexualidad. Sobre el tablero también se refleja el papel doble que desempeña César, tanto en la vida —donde colabora con el grupo al tiempo que asesinas— como en la partida —donde ejerce de dama negra y de alfil blanco—. El autor, por medio de Muñoz, emplea también este doble papel para dibujar el desdoble de César en dos polos, uno femenino —plasmado en el alfil y sus movimientos diagonales sobre el tablero— y uno masculino.
Kunz resume de la siguiente manera el empleo del ajedrez hecho por Pérez-Reverte:

Pérez-Reverte, al escribir una novela en que el ajedrez es espejo de la trama, de la psicología y la actividad hermenéutica del detective, ha procedido un poco como un genial ajedrecista: ha tomado, por un lado, informaciones, citas, tópicos y anécdotas sobre el juego de los juegos, familiares a los iniciados, pero quizás nuevos para los legos, y ha recurrido, por otro, a los trucos del género (suspense, falsas pistas, revelación de la solución al final, etc.) para construir, con estos ingredientes reciclados, una historia atractiva que posee todos los requisitos necesarios para dar jaque mate al lector.
Marco Kunz, en «La función narrativa del ajedrez en La tabla de Flandes»

## Adaptación cinematográfica
El productor Enrique Posner quedó impresionado por la novela y le encargó la adaptación de la historia al director estadounidense Jim McBride, que había trabajado anteriormente en proyectos como La gran bola de fuego o Vivir sin aliento. El guion lo escribió codo a codo con Michael Hirst, aunque sin recurrir al asesoramiento de Pérez-Reverte. Si bien la trama de la novela se desarrolla en la ciudad de Madrid, el director optó por Barcelona como escenario para la adaptación, alegando que «es una ciudad muy visual plásticamente».
La coproducción hispanobritánica —titulada Uncovered en inglés— se estrenó en 1994 y contó con las actuaciones de Kate Beckinsale en el papel de Julia, John Wood en el de César y Paudge Behan en el de Domenec —nombre que se le dio al ajedrecista que en la novela se conoce como Muñoz—.

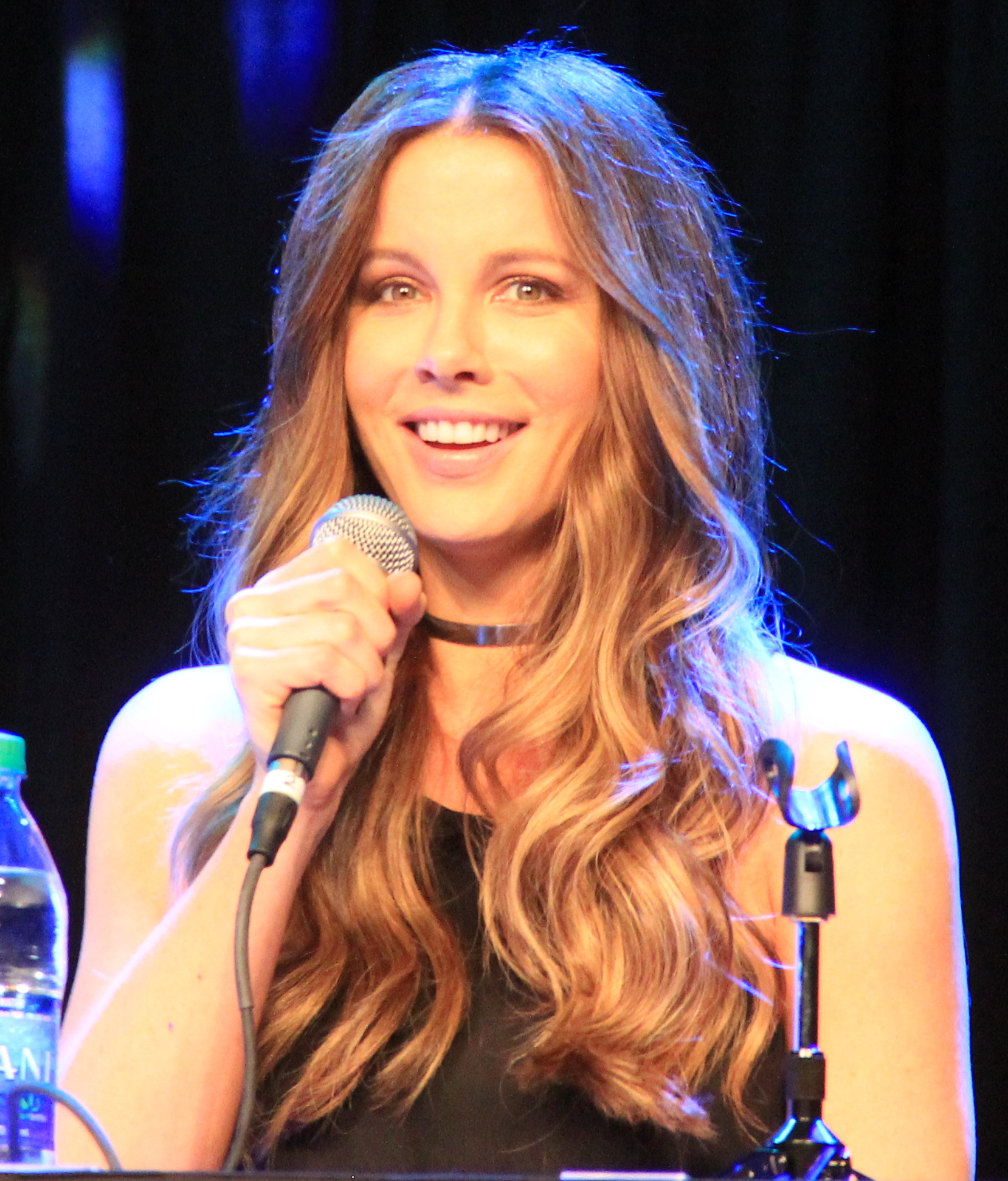
Kate Beckinsale interpretó a Julia en el papel de protagonista

Pérez-Reverte, que durante el rodaje consideró que la adaptación le serviría «de apoyo para consolidar la carrera literaria», no quedó, sin embargo, satisfecho con el resultado de la película, que ha llegado a catalogar como la peor de las que se han hecho a partir de sus novelas. La tildó de «tebeo barato con una trama infantil propia de un telefilme de sobremesa norteamericano».
La crítica tampoco acogió la película con buenos ojos. Según Caparrós Lera, «consigue mantener el interés del espectador, pero no llega a entusiasmarle ni hacer del todo creíble su relato». En lo relativo a las interpretaciones, considera que la única que está a la altura es Kate Beckinsale en el papel de Julia, mientras que algunos de los otros «incluso caen en la vulgaridad y en lo grotesco». Como resumen de los ciento tres minutos que dura la cinta, dice que hizo «un triste servicio a la popular obra del prolífico periodista y leído escritor español». Augusto M. Torres, en su crítica para El País, escribió, en cambio, que, pese a lo convencional de la trama, «algunos logros consiguen que sea digna de verse».

### Libros
- Caparrós Lera, José María (1999), El cine de nuestros días (1994-1998), ISBN 9788432132339, consultado el 25 de mayo de 2019.
- Kunz, Marco (2000), «La función narrativa en La tabla de Flandes»,  en López de Abiada, José Manuel; López Bernasocchi, Augusta, eds., Territorio Reverte, Verbum, pp. 162-176, ISBN 9788479621544, consultado el 22 de mayo de 2019.
- López de Abiada, José Manuel (2000), «Para un perfil de Arturo Pérez-Reverte»,  en López de Abiada, José Manuel; López Bernasocchi, Augusta, eds., Territorio Reverte, Verbum, pp. 498-500, ISBN 9788479621544, consultado el 22 de mayo de 2019.
- Pérez-Reverte, Arturo (2007), La tabla de Flandes, Alfaguara, ISBN 978-84-204-7269-0, consultado el 22 de mayo de 2019.
- Walsh, Anne L. (2007), Arturo Pérez-Reverte: Narrative Tricks and Narrative Strategies, Tamesis Books, ISBN 9781855661509, consultado el 25 de mayo de 2019.

### Artículos
- Belmonte Serrano, José (2000). La piel del tambor: regreso a Revertelandia. pp. 139-157. Consultado el 26 de mayo de 2019.
- de Tejerina, Magdalena Dobrowolska (—). Vértigo metaficcional en La tabla de Flandes de Arturo Pérez-Reverte. Universidad de Varsovia. Consultado el 22 de mayo de 2019.
- Martínez-Samos, Agustín (—). La tabla de Flandes y La piel del tambor de Arturo Pérez-Reverte: Hacia una nueva poética de la novela criminal. Universidad Internacional de Texas A&M. Consultado el 26 de mayo de 2019.
- Urioste, Carmen de (diciembre de 1997). «Totalización del gusto cultural: Dos novelas de Arturo Pérez-Reverte». Revista Hispánica Moderna (Universidad de Pensilvania) (2): 403-414. JSTOR 30203480. Consultado el 25 de mayo de 2019.